# Caja vallenata

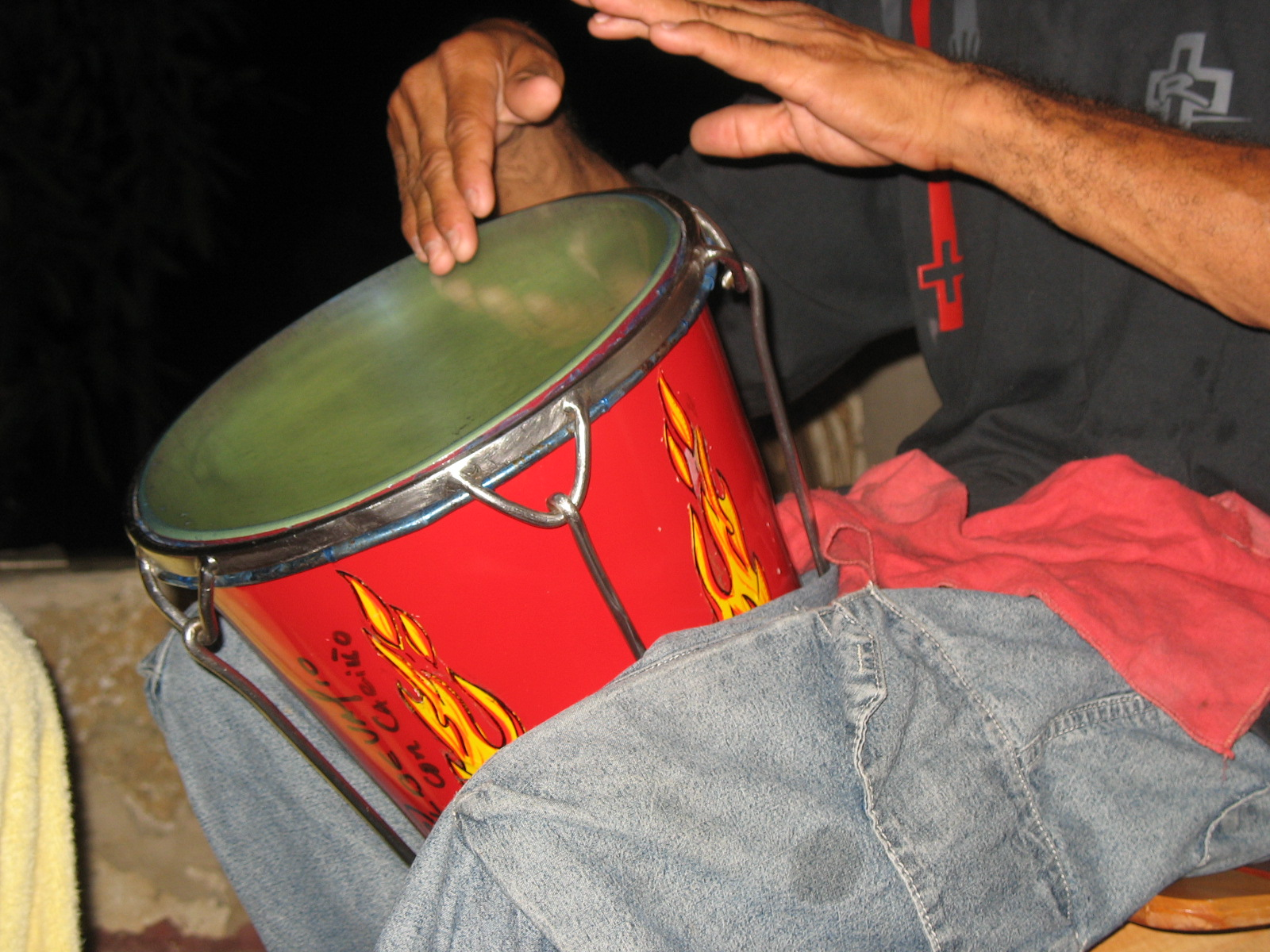
Caja vallenata

La caja vallenata es un instrumento musical de percusión utilizado en el vallenato. Es un pequeño tambor cónico de un solo parche con anillos de tensión. Se ajusta sobre las piernas para su ejecución, un poco más ancha arriba que abajo. Es uno de los tres instrumentos tradicionales del vallenato junto al acordeón y la guacharaca.
El vaso se hace de un tronco de árbol hueco de 40 cm de alto y 30 cm de diámetro. El árbol debe ser de tronco fibroso, como mucurutú, cañahuate o matarratón. El parche se fabricaba de buche de caimán, luego de piel de marimonda negra y actualmente de cuero de chivo, venado o carnero.

## Uso
El vallenato tiene seis ritmos a los que la caja marca un patrón base, golpeando y frotando con las palmas y puntas de las manos:
- Paseo
- Merengue
- Puya
- Son
- Romanza
- Tambora

También se usa en la cumbia vallenata como acompañante del acordeón y la guacharaca.